# 格呂寧根
格吕宁根（德語：Grüningen）是瑞士联邦苏黎世州欣维尔区的市镇。该市镇面积为8.78平方千米，海拔高度502米，2018年12月31日人口数为3,474。